# Thomas Jefferson Lilly
Thomas Jefferson Lilly, född 3 juni 1878 i Mercer County i West Virginia, död 2 april 1956 i Monroe County i West Virginia, var en amerikansk politiker (demokrat). Han var ledamot av USA:s representanthus 1923–1925.
Lilly efterträdde 1923 Wells Goodykoontz som kongressledamot och efterträddes 1925 av James F. Strother.
Lilly avled 1956 och gravsattes i Hinton i West Virginia.